# Mazoon al-Alawi
Mazoon Khalfan Saleh al-Alawi (arabisch مزون خلفان صالح العلوي, DMG Mazūn Ḫalfān Ṣāliḥ al-ʿAlawī; * 14. November 1997 in Sur) ist eine omanische Leichtathletin, die sich auf den Sprint spezialisiert hat und auch im Hürdenlauf an den Start geht.

## Sportliche Laufbahn
Erste Erfahrungen bei internationalen Meisterschaften sammelte Mazoon al-Alawi im Jahr 2013, als sie bei den Arabischen Meisterschaften in Doha mit 4,56 m den neunten Platz im Weitsprung belegte und mit der omanischen 4-mal-100-Meter-Staffel in 48,42 s die Bronzemedaille hinter den Teams aus Marokko und Tunesien gewann. Im Jahr darauf gelangte sie bei den Juniorenasienmeisterschaften in Taipeh bis ins Halbfinale im 100-Meter-Lauf und schied dort mit 12,66 s aus, während sie über 200 Meter mit 25,29 s nicht über die erste Runde hinauskam. Anschließend nahm sie an den Olympischen Jugendspielen in Nanjing teil und entschied dort in 12,50 s das C-Finale für sich. Ende September schied sie dann bei den Asienspielen in Incheon mit 12,63 s und 25,48 s jeweils in der Vorrunde über 100 und 200 Meter aus. 2015 klassierte sie sich bei den Arabischen Meisterschaften in Manama mit 11,99 s auf dem achten Platz über 100 Meter. 2016 schied sie bei den Hallenasienmeisterschaften in Doha mit 7,83 s in der Vorrunde im 60-Meter-Lauf aus und kam auch über 60 Meter Hürden mit 9,03 s nicht über den Vorlauf hinaus. Anfang Mai gewann sie bei den Arabischen Juniorenmeisterschaften in Tlemcen in 12,17 s die Silbermedaille über 100 Meter und sicherte sich in 15,01 s die Bronzemedaille im 100-Meter-Hürdenlauf. Daraufhin belegte sie bei den Juniorenasienmeisterschaften in der Ho-Chi-Minh-Stadt in 12,04 s den sechsten Platz über 100 Meter und wurde in 14,75 s Fünfte im Hürdensprint. Dank einer Wildcard startete sie im August über 100 Meter bei den Olympischen Spielen in Rio de Janeiro teil und überstand dort die Vorausscheidung und schied dann mit 12,43 s im Vorlauf aus.
2017 schied sie bei den Islamic Solidarity Games in Baku mit 12,09 s im Halbfinale über 100 Meter aus und gewann anschließend in 11,85 s die Bronzemedaille bei den Arabischen Meisterschaften in Radès hinter der Marokkanerin Assia Raziki und Dana Hussein Abdulrazak aus dem Irak. Im Jahr darauf schied sie bei den Hallenweltmeisterschaften in Birmingham mit 7,78 s in der ersten Runde über 60 Meter aus. 2021 erreichte sie bei den Arabischen Meisterschaften in Radès das Finale über 100 Meter aus, ging dort aber nicht mehr an den Start. Anschließend startete sie erneut mit einer Wildcard bei den Olympischen Spielen in Tokio und schied diesmal mit 12,35 s in der Vorausscheidung aus. 2022 belegte sie bei den Islamic Solidarity Games in Konya in 14,18 s den achten Platz über 100 Meter Hürden und schied über die flache Distanz mit 11,93 s im Halbfinale aus. Im Jahr darauf siegte sie in 14,35 s über 100 Meter Hürden bei den Westasienmeisterschaften in Doha und gewann dort in 11,8 s die Bronzemedaille über 100 Meter hinter der Kuwaiterin Mudhawi al-Shammari und Aziza Sbaity aus dem Libanon. Anschließend belegte sie bei den Arabischen Meisterschaften in Marrakesch in 11,99 s den vierten Platz über 100 Meter und gelangte im Hürdensprint mit 14,85 s auf Rang fünf. Daraufhin wurde sie bei den Panarabischen Spielen in Algier in 11,72 s bzw. 14,08 s jeweils Vierte. Im Juli kam sie bei den Asienmeisterschaften in Bangkok mit 11,95 s nicht über den Vorlauf über 100 Meter hinaus. 2024 belegte sie bei den Westasienmeisterschaften in Basra in 12,70 s den fünften Platz über 100 Meter und gewann über 100 Meter Hürden in 15,61 s die Bronzemedaille hinter der Irakerin Kurdistan Jamal und Alyasar Yousif aus Syrien. Anschließend nahm sie dank einer Wildcard über 100 Meter an den Olympischen Spielen in Paris teil und schied dort mit 12,58 s in der Vorausscheidungsrunde aus. Zudem war sie Fahnenträgerin ihrer Nation während der Eröffnungsfeier der Spiele.

## Persönliche Bestleistungen
- 100 Meter: 11,47 s (+1,8 m/s), 16. Mai 2022 in Kuwait (omanischer Rekord)
  - 60 Meter (Halle): 7,78 s, 2. März 2018 in Birmingham (omanischer Rekord)
- 200 Meter: 24,97 s (−1,5 m/s), 18. April 2021 in Antalya (omanischer Rekord)
- 100 m Hürden: 13,87 s (+1,6 m/s), 16. Mai 2022 in Kuwait (omanischer Rekord)
  - 60 m Hürden (Halle): 9,03 s, 20. Februar 2016 in Doha